# Olszyna

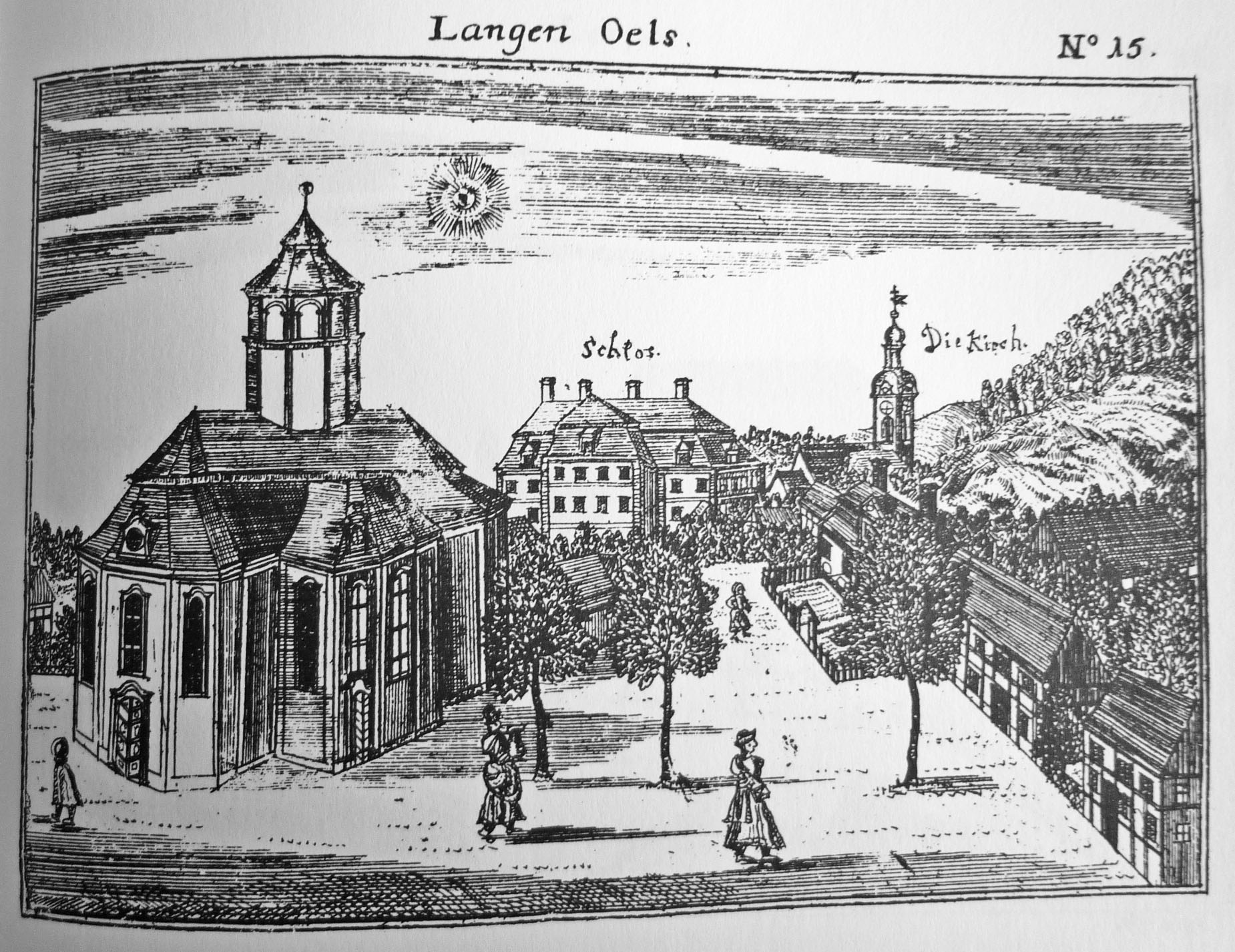
Bethaus Langenöls

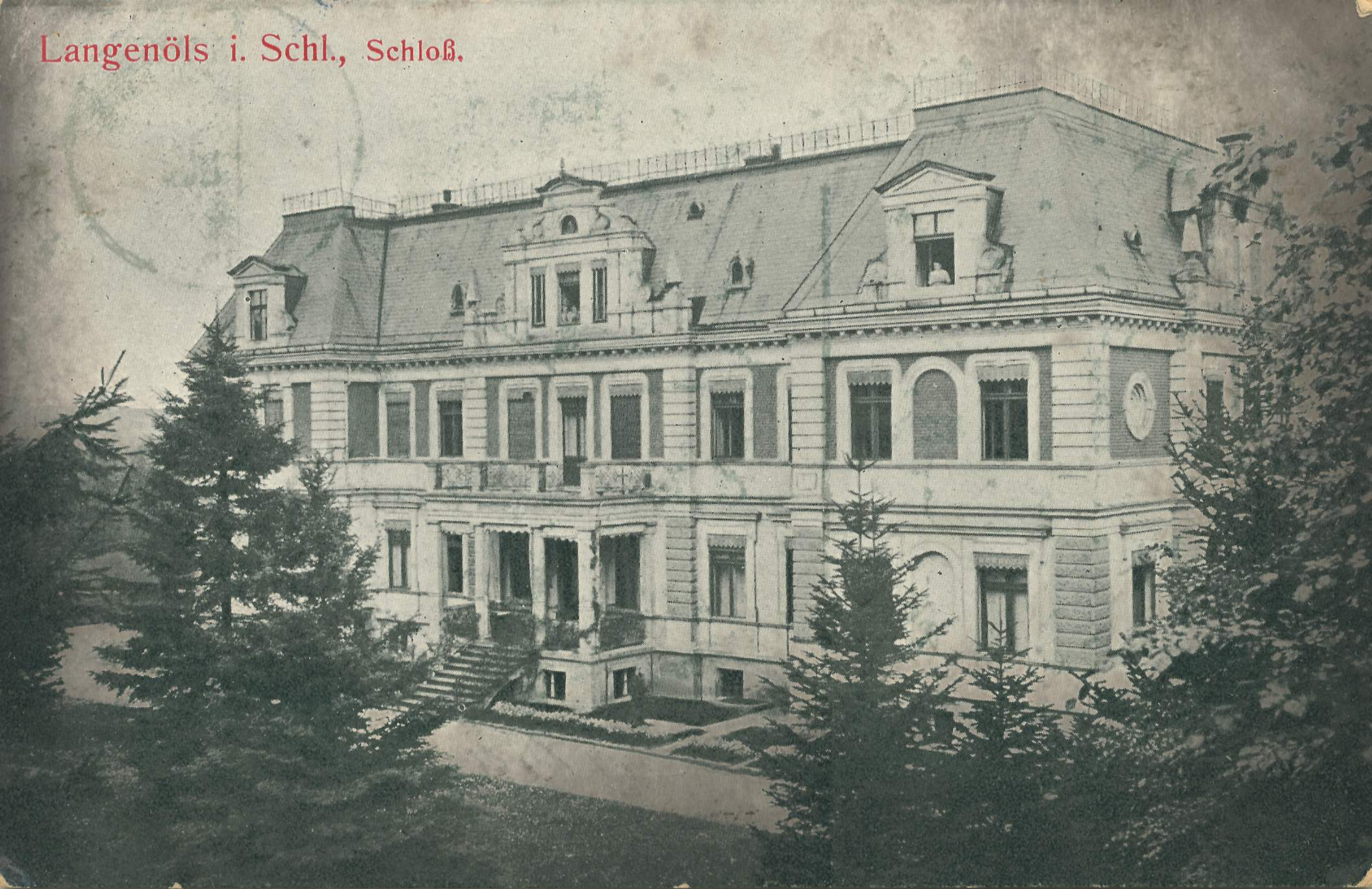
Schloss Langenöls

Olszyna (deutsch Mittel Langenöls umgangssprachlich Langenöls, 1937–1945 Gemeinde Langenöls) ist eine Stadt im Powiat Lubański der Woiwodschaft Niederschlesien in Polen. Sie ist Sitz der Stadt- und Landgemeinde Olszyna mit 6472 Einwohnern (Stand 31. Dezember 2020). Olszyna erhielt am 1. Januar 2005 das Stadtrecht und liegt südöstlich der Stadt Lubań.

## Geschichte
Erste Ansiedlungen durch Deutsche erfolgten wahrscheinlich um die Mitte des 13. Jahrhunderts. Es ist nicht bekannt, ob eine möglicherweise in der Nähe der heutigen Ortschaft befindliche slawische Ansiedlung älter war. Das Gebiet war dicht bewaldet; die ersten Rodungen wurden für einen Hof der Herren von Uechtritz, den Eichhof, vorgenommen. Um diesen Hof entwickelte sich nachfolgend die Ortschaft. Um 1300 war die Gemarkung etwa 2500 ha groß.
„Olsna“ wurde 1254 erstmals urkundlich erwähnt. Es gehörte damals zum Herzogtum Liegnitz und gelangte bei dessen Teilung 1274 an das Herzogtum Jauer. Für das Jahr 1314 ist eine Kirche belegt. 1319 schlossen der böhmische König Johann von Luxemburg und Herzog Heinrich I. von Jauer in „Olsna“ einen Vertrag über die Gebietszugehörigkeit. Böhmen erhielt demnach die Mark Bautzen, Herzog Heinrich II. die Ost-Oberlausitz mit dem Queiskreis.
Nach dem kinderlosen Tod des Herzogs Bolko II. fiel Langenöls zusammen mit dem Herzogtum Schweidnitz-Jauer erbrechtlich an die Krone Böhmen, wobei der Herzoginwitwe Agnes von Habsburg ein lebenslanger Nießbrauch zustand. Erst nach ihrem Tod 1392 konnte der böhmische König Wenzel, der ein Sohn von Bolkos II. Nichte Anna von Schweidnitz war, das Erbe des nun böhmischen Erbfürstentums Schweidnitz-Jauer antreten.
1368 wurde die Leinenweberei und ein umfangreicher Leinenhandel nachgewiesen, wodurch Langenöls zu den ältesten Industriedörfern Schlesiens zählte.
Während der Hussitenkriege wurde Langenöls 1426 und 1431 zerstört und die Bevölkerung dezimiert. 1523 trat die Gemeinde geschlossen zum evangelischen Glauben über. Auch im Dreißigjährigen Krieg kam es zu Zerstörungen und Bevölkerungsverlust. 1629 forderten sowohl die Auswirkungen der Kämpfe als auch die Pest besonders viele Opfer. Ab 1654 konnte die evangelische Gemeinde infolge der Rekatholisierung keine Gottesdienste mehr in ihrer Kirche abhalten, ab 1666 war auch Schulunterricht verboten. 1707 schuf der Altranstädter Vertrag erste Abhilfe, doch erst mit dem Übergang an Preußen nach dem Ersten Schlesischen Krieg 1742 wurden unter Friedrich II. (Preußen) eine evangelische Schule und ein evangelisches Gotteshaus errichtet.
1746 verließ die Familie Uechtritz Langenöls; es folgten mehrere Besitzerwechsel der großen Güter.
Gegen Ende des Zweiten Weltkrieges fanden auch in unmittelbarer Umgebung des Ortes Kampfhandlungen statt. Am 13. Februar 1945 wurden Alte, Frauen und Kinder evakuiert. Langenöls fiel 1945 an die Volksrepublik Polen und wurde in Olszyna umbenannt. Die über 3100 deutschen Bewohner wurden im Juni 1946 zwangsweise ausgesiedelt.

## Wirtschaft
Der Ort war ursprünglich landwirtschaftlich geprägt und entwickelte sich um die Höfe Eichgut, Mittelgut, Niedergut und Obergut der Herren von Uechtritz sowie das zwischen 1700 und 1705 errichtete Schlossgut herum. Langenöls ist aber auch eines der ältesten Weberdörfer Schlesiens. Ein erster Hinweis auf Leineweberei stammt aus dem Jahr 1368. In der Zeit der Industrialisierung wurden in Langenöls noch Taschentücher produziert.
Nach der Entdeckung von Braunkohlefeldern wurde 1846 die Heinrichsgrube eröffnet und 1867 eine Brikettfabrik. 1872 förderte die Grube eine halbe Million Tonnen mit 250 Beschäftigten. 1881 wurden 18 Millionen Briketts fabriziert. Allerdings musste der Braunkohleabbau wegen Erschöpfung der Flöze 1886 aufgegeben werden.
Mit dem Anschluss an das Eisenbahnnetz an der Linie Görlitz–Greifenberg–Hirschberg im Jahre 1866 erfolgte eine deutliche Zunahme der Industrialisierung. Weitere Industriezweige waren Ziegeleien und eine Ofen(kachel)fabrik, in denen die rote Tonerde der Umgebung verarbeitet wurde. Sehr erfolgreich arbeiteten ab der zweiten Hälfte des 19. Jahrhunderts die Möbelfabriken Robert Ruscheweyh und August Hainke. Sie beschäftigten 1927 rd. 1250 Mitarbeiter.
1879 wurde bei Ruscheweyh & Schmidt der Ausziehtisch mit differenzierter Länge für bis zu 59 Personen erfunden, der ein weltweiter Verkaufserfolg wurde.
Seit 1858 war Langenöls an eine Telegraphenlinie angeschlossen; in den 1920er Jahren wurde das Telefonnetz auf Selbstwähldienst umgestellt.
Nach dem Zweiten Weltkrieg entstanden neue Industriezweige, u. a.
eine Kachelfabrik und eine Ziegelei. Das Möbelwerk von Ruscheweyh wurde zum Kombinat ausgebaut, das nach 1990 mit etwa 600 Beschäftigten überwiegend für den deutschen Markt produzierte. Es musste 2008 wegen des Erstarkens der polnischen Währung geschlossen werden. Damit ging der größte Arbeitgeber in der Region Lubań verloren.

## Sehenswürdigkeiten

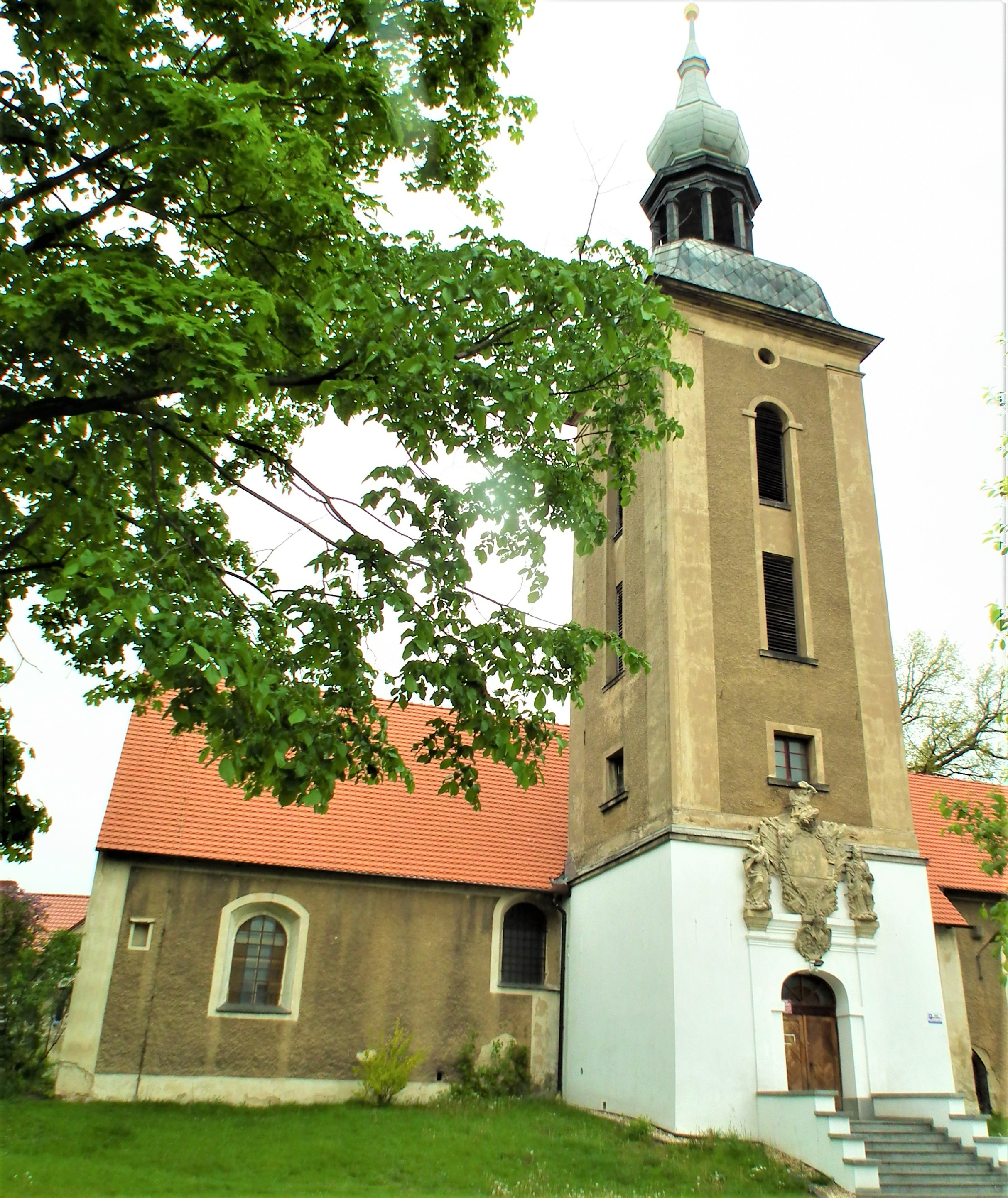
Kreuzerhöhungskirche

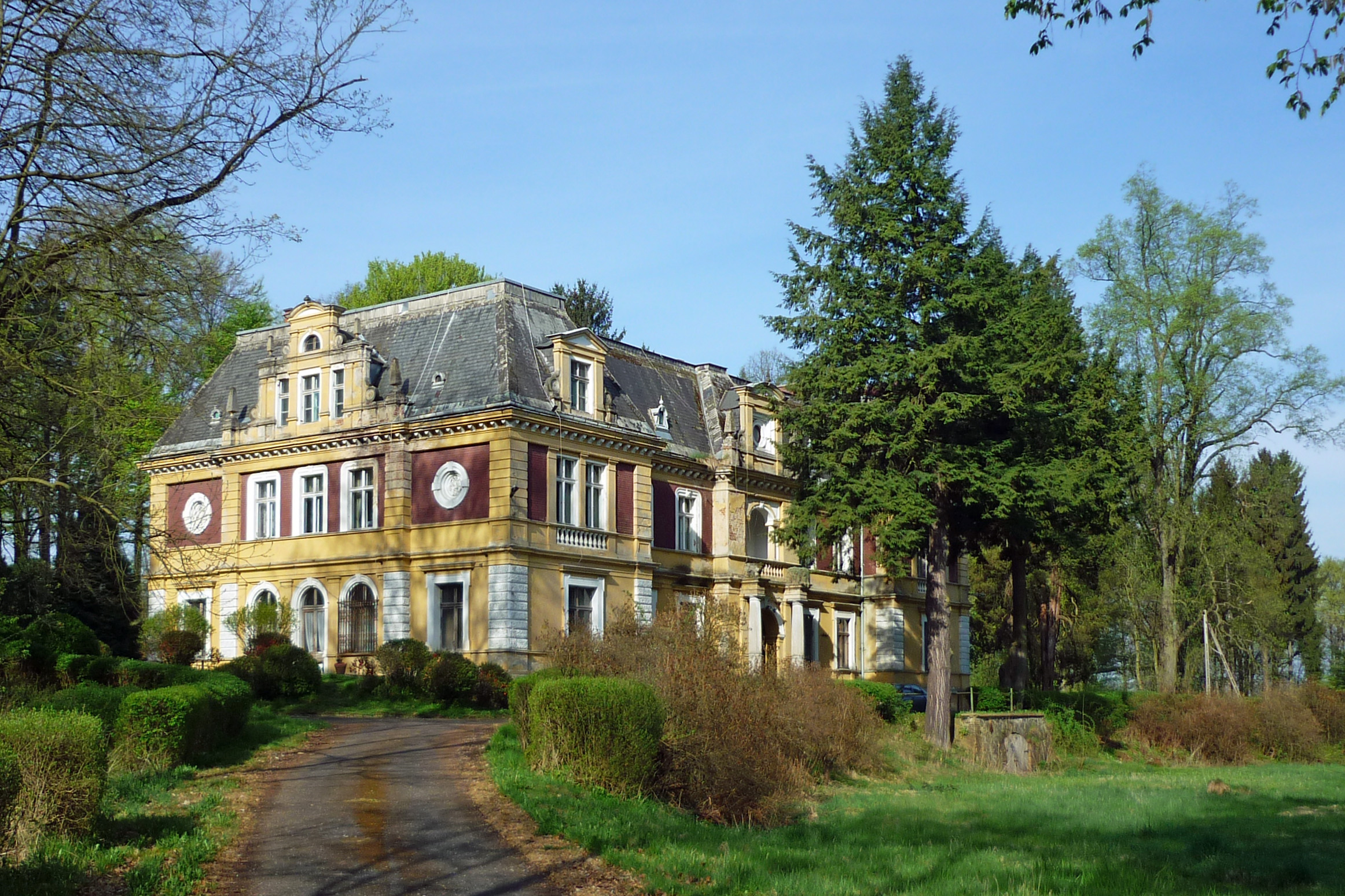
Schloss Langenöls

- Die Pfarrkirche St. Joseph wurde 1897 als evangelisches Gotteshaus an der Stelle eines Vorgängerbaus von 1743 errichtet. Der barocke Hauptaltar stammt aus dem 18. Jahrhundert, die neugotische Innenausstattung aus dem 19./20. Jahrhundert. Seit 1946 dient die Kirche als katholisches Gotteshaus.

- Die erstmals 1314 erwähnte Kirche der Hl. Kreuzerhöhung wurde in der ersten Hälfte des 16. Jahrhunderts neu errichtet und 1709–1711 erweitert. Die floralen Malereien der Flachdecke stammen aus dem Jahr 1614. Der Hauptaltar im Stil des Spätbarocks wurde im 18./19. Jahrhundert geschaffen.

- Das zweigeschossige Schloss Langenöls wurde um 1860 von der Familie Ackermann im Stil der Neorenaissance errichtet.

- Das Gutshaus (ehemals Eichgut) wurde 1794 für die Familie von Schmettow errichtet und Anfang des 20. Jahrhunderts modernisiert.

- Das ehemalige Wohnhaus für Gutsbedienstete in Ober Langenöls (Olszyna Górna) wurde nach 1869 an der Stelle eines Jagdhauses des Grafen von Schmettow errichtet und im 19./20. Jahrhundert zum Wirtschaftshof umgebaut. Bis 1945 diente es als touristische Herberge.

- Das Schloss in Nieder Langenöls (Olszyna Dolna) war ursprünglich ein Gutshaus aus dem 17. Jahrhundert. Es wurde 1830–1845 für Graf de Pourtalès zu einem Schloss im Stil des Spätklassizismus ausgebaut. In den 1880er Jahren erfolgte ein Umbau im Stil der Neorenaissance.

## Gemeinde
Zur Stadt-und-Land-Gemeinde (gmina miejsko-wiejska) Olszyna gehören die Stadt selbst und neun Dörfer mit Schulzenämtern.

## Partnergemeinden
- Großschönau (Sachsen)
- Železný Brod (Tschechien)
- Perschotrawensk (Ukraine)
- Ørbæk Sogn (Dänemark)

## Patenschaft

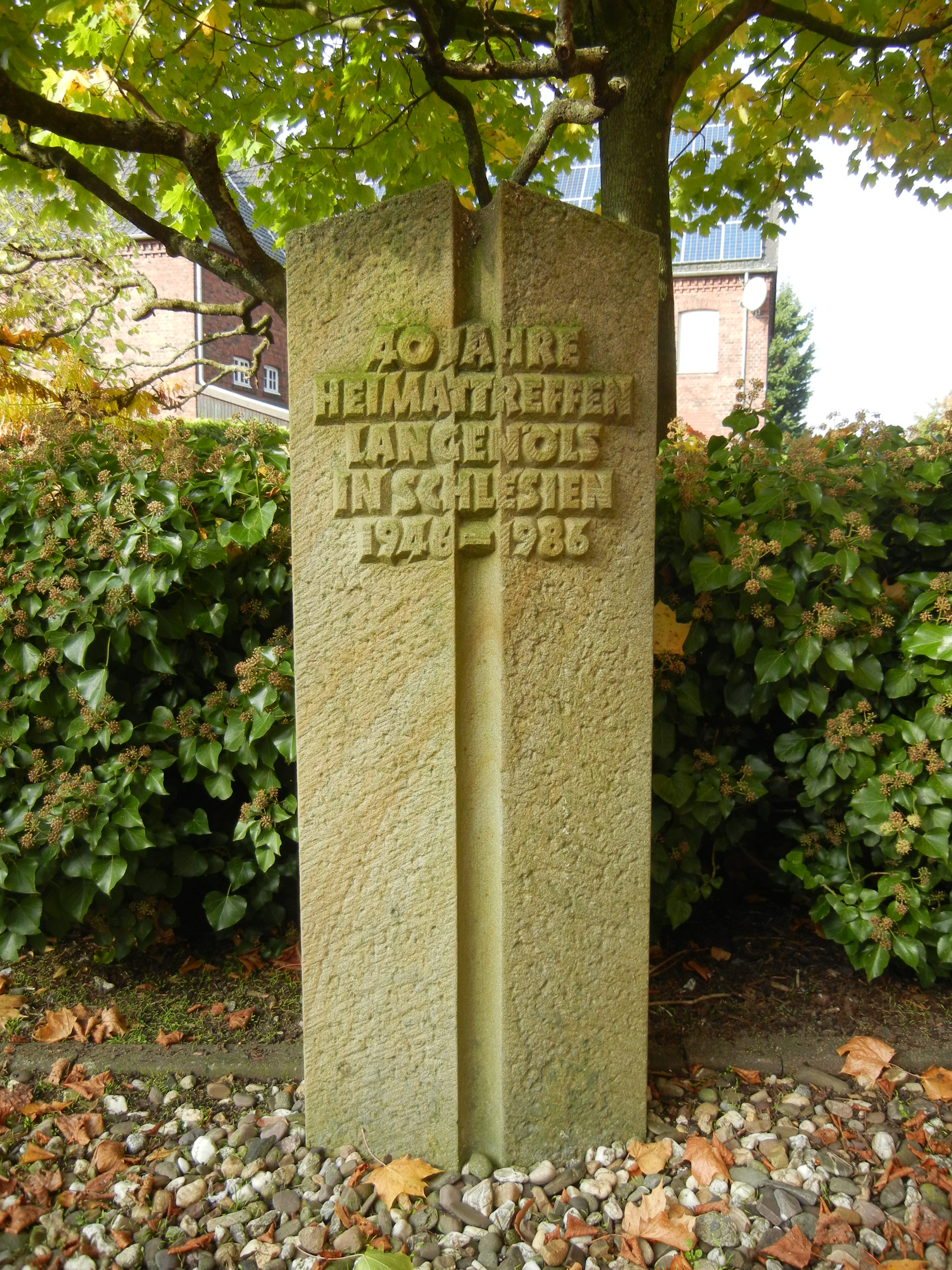
40 Jahre Heimattreffen Langenöls (1986) in Ascheberg

- Ascheberg (Westfalen) übernahm 1971 eine Patenschaft für die Heimatvertriebenen aus Langenöls. Von 1946 bis 2014 kam die Dorfgemeinschaft alljährlich in Ascheberg zusammen.[2]

## Söhnedes Ortes
- Carl Traugott Beilschmied (1793–1848), Botaniker und Apotheker
- Karl Wilhelm Effnert (1795–1881), Generalmajor
- Robert Ruscheweyh (1822–1899), Möbelfabrikant und Erfinder
- Heinz Schubel (1906–1997), Graphiker
- Hans-Georg Sachs (1911–1975), Diplomat
- Günther Einert (1930–2015), Politiker (SPD).